# Rålidknösen
Rålidknösen är ett naturreservat i Lycksele kommun i Västerbottens län.
Området är naturskyddat sedan 1997 och är 9 hektar stort. Reservatet ligger i södra sluttningen av Rålidsknösen och består av gammal barrskog med ett grandominerat sumpigt parti i sydost.